# Plan kont
Plan kont – układ kont księgowych przyjęty w danym podmiocie gospodarczym w celu uporządkowania ewidencji operacji gospodarczych, uwzględniający przepisy prawa oraz potrzeby zarządzających. Plan kont ma formę szczegółowej listy określającej porządek poszczególnych kont w księdze.
Plany kont są często do siebie podobne w różnych przedsiębiorstwach, co może być związane z wymogami prawnymi danego państwa. Podobieństwa planów kont mogą również wynikać z faktu, że większość księgowych przy jego tworzeniu posiłkuje się wzorcowymi planami kont dostępnymi w rozmaitych publikacjach fachowych, adaptując wzorzec do potrzeb jednostki gospodarczej.
W Polsce zgodnie z zapisami Ustawy o rachunkowości jednostka powinna m.in. posiadać dokumentację dotyczącą zakładowego planu kont ustalającego wykaz kont księgi głównej, przyjęte zasady klasyfikacji zdarzeń, zasady prowadzenia kont ksiąg pomocniczych oraz ich powiązania z kontami księgi głównej (Art. 10 Ustawy o rachunkowości).